# ブルー・スピリット・ブルース
『ブルー・スピリット・ブルース』は、1972年12月1日に発表された浅川マキの3枚目（通算4枚目）のオリジナル・スタジオ・アルバムである。
2011年1月19日、紙ジャケット仕様でリ・マスタリングの上、再発（規格品番：TOCT-27044）。
本作収録音源は他にDARKNESS I （1995年）とDARKNESS III （1997年）、DARKNESS IV （2007年）、Long Good-bye（2010年）でも聴くことができる。

## 解説
シンプルな中に密度の濃いブルースを放つ。
紙ジャケ盤での再発CDに納められた歌詩カードは、オリジナルレコード（LP盤）の歌詩カードを復刻したもの。浅川マキ本人による直筆の歌詩が印刷されている。

## 収録曲

### Side A
1. ブルー・スピリット・ブルース BLUE SPIRIT BLUES
  - 作詩[2]・作曲：WILLIAMS SPENCER／日本語詩：浅川マキ
2. 難破ブルース SHIPWRECK BLUES
  - 作詩・作曲：BESSIE SMITH／日本語詩：浅川マキ
    - JASRACデータベースに於いては外国作品／出典：PJ(サブ出版者作品届)、作品コード：0S0-3676-2 SHIPWRECK BLUES[3]と、

内国作品／出典：SM(録音実績)、作品コード：169-0960-7 難破ブルース[3]の二つで登録。
前者は2017年現在、PD状態で登録[3]。
後者の方は「訳詞」として浅川マキが登録されているが、2017年現在登録状況が未確定扱いとなっている[3]。
3. 奇妙な果実 STRANGE FRUIT
  - 作詩・作曲：ルイス・アレン（英語版、フランス語版）
4. あの娘がくれたブルース
  - 作詩・作曲：浅川マキ

### Side B
1. ハスリン・ダン HUSTLIN' DAN
  - 作詩・作曲：JAMES CRAWFORD & J C JOHNSON／日本語詩：浅川マキ

  - 実際の作詩作曲分担は、不明。歌詩カードにはJAMES CRAWFORDのみ記載有り[3]。
2. ページ・ワン
  - 作詩：寺沢圭／作曲：山木幸三郎
3. 灯ともし頃
  - 作詩・作曲：浅川マキ
4. 町
  - 作詩：森須九八／作曲：浅川マキ
5. 大砂塵
  - 作詩・作曲：浅川マキ

## 演奏者
- 浅川マキ - Vocals
- 萩原信義 - Acoustic Guitar Double Recording, Electric Guitar
- 富倉安生 - Acoustic Guitar
- 南里文雄 - Trumpet
- 薗田祐司 - Tuba
- 渋谷森久 - Piano, Hammond Organ
- 山下洋輔 - Piano
- 大塚勝久 - Drums
- つのだ・ひろ - Drums
- 片岡輝彦 - Trombone
- 斎藤清 - Tenor Sax
- 高中正義 - Electric Bass

## スタッフ
- 寺本幸司 - Producer
- 関根ゆき子 - Producer
- 渋谷森久 - Director & Musical Adviser
- 山木幸三郎 - Musical Adviser
- 森知明 - Recording Engineer
- 勝山泰祐 - Photo
- 周東圀夫 - Designer
- 麻生静子 - Recording Manager